# Doğucan Haspolat
Doğucan Haspolat, né le 11 février 2000 à Rotterdam aux Pays-Bas, est un footballeur turc qui joue au poste de milieu défensif au KVC Westerlo.

## Biographie

### En club
Né à Rotterdam aux Pays-Bas, Doğucan Haspolat est formé par l'un des clubs de sa ville natale, l'Excelsior Rotterdam. Il joue son premier match en professionnel le 27 août 2016, lors d'une rencontre de première division néerlandaise face au Feyenoord Rotterdam. Il entre en jeu lors de cette rencontre perdue par son équipe par quatre buts à un. Il devient avec cette apparition le premier joueur né en 2000 à jouer en Eredivisie.
Le 29 mars 2018, Haspolat prolonge son contrat avec l'Excelsior Rotterdam jusqu'en juin 2021.
Le 13 janvier 2020, lors du mercato hivernal, Doğucan Haspolat rejoint la Turquie pour s'engager en faveur du Kasımpaşa SK pour un contrat de trois ans et demi.
Le 16 juin 2022 est annoncé le transfert de Doğucan Haspolat à Trabzonspor. Le joueur signe un contrat de cinq ans prenant effet au 1er juillet 2022.
Le 6 septembre 2023, Doğucan Haspolat rejoint la Belgique afin de s'engager en faveur du KVC Westerlo. Il signe un contrat de quatre ans, soit jusqu'en juin 2027.
Il joue son premier match pour le KVC Westerlo le 15 septembre 2023, face au Royal Antwerp FC. Il entre en jeu à la place de Lukas Van Eenoo et son équipe est battue (0-3 score final).
Haspolat marque son premier but pour Westerlo le 10 août 2024, lors d'une rencontre de championnat face au Royale Union saint-gilloise. Titulaire, il marque sur coup franc direct en pleine lucarne, et participe ainsi à la victoire de son équipe par quatre buts à trois,.

### En sélection
Doğucan Haspolat représente dans un premier temps son pays de naissance, les Pays-Bas. Avec la sélection des moins de 17 ans il participe notamment au championnat d'Europe des moins de 17 ans en 2017. Lors de ce tournoi organisé en Croatie il joue trois matchs dont deux comme titulaire. Son équipe est éliminée en quarts de finale par l'Allemagne (2-1 score final), rencontre à laquelle il ne participe pas. Au total Haspolat joue quatorze matchs avec les moins de 17 ans entre 2016 et 2017.
Doğucan Haspolat joue son premier match avec l'équipe de Turquie espoirs le 26 mars 2021 face à la Croatie. Il entre en jeu et son équipe s'incline par quatre buts à un.